# Bonne chance M. Lucky
Bonne chance M. Lucky (Mr. Lucky) est une série télévisée américaine en 34 épisodes de 25 minutes, en noir et blanc, créée par Blake Edwards et diffusée entre le 24 octobre 1959 et le 18 juin 1960 sur le réseau CBS.
En France, la série a été diffusée à partir du 20 février 1965 sur la deuxième chaîne de l'ORTF.

## Synopsis
M. Lucky est un joueur professionnel honnête mais doué d'une chance extraordinaire. Il porte une montre de poche dont les carillons jouent les cinq premières notes de la musique du thème de M. Lucky.
Mr Lucky et Andamo exploitent un casino flottant à bord d'un yacht de luxe amarré au large d'une ville portuaire américaine. (Le yacht était en réalité l'Alamo, un yacht de 148 pieds appartenant à l'ancien maire de Compton, en Californie, le colonel CS Smith, éditeur de la chaîne Herald American Newspaper, aujourd'hui disparue.) Leur entreprise les mêle à de nombreux criminels et victimes persécutées par des criminels.
Le premier épisode de la série, « The Magnificent Bribe » (jamais traduit dans la version francaise), présente Lucky et Andamo co-dirigeant un casino à succès dans la patrie d'Andamo, la nation insulaire de Chobolobo (le nom n'est pas mentionné avant le deuxième épisode). Pour rester en affaires, ils doivent se soumettre à un pot-de-vin hebdomadaire de 1 000 $ au président corrompu du pays (Nehemiah Persoff). Ils perdront tout en raison des activités révolutionnaires d'Andamo qui utilise le yacht de Lucky, le Fortuna, pour procurer des armes aux révolutionnaires. Les deux associés vont alors apporter leur aide à une très séduisante tueuse professionnelle (Ziva Rodann) qui éliminera le président en le poignardant par surprise lors d'un rendez-vous galant chez ce dernier. L'épisode se termine avec Lucky et Andamo s'enfuyant dans un petit bateau avec leurs seuls vêtements sur le dos.

## Distribution
- John Vivyan (VF : Jean-Claude Michel) : M. Lucky
- Ross Martin (VF : Jacques Deschamps puis Roger Rudel) : Nick Andamo
- Tom Brown : l'inspecteur Rovacs
- Pippa Scott : Maggie Shank-Rutherford
- Joe Scott : le capitaine du yacht Fortune

## Épisodes
1. Titre français inconnu (The Magnificent Bribe)
2. Ils ne passeront pas (They Shall Not Pass)
3. Titre français inconnu (Bugsy)
4. Le jeu de l'argent (The Money Game)
5. Qui se tient pour la piscine (That Stands for Pool)
6. Titre français inconnu (My Little Gray Home)
7. Titre français inconnu (The Gordon Caper)
8. Titre français inconnu (Little Miss Wow)
9. Une mesure d'affaires (A Business Measure)
10. Titre français inconnu (Hijacked)
11. Titre français inconnu (Aces Back to Back)
12. Maggie, le témoin (Maggie the Witness)
13. La fenêtre de deux millions de dollars (The Two Million Dollar Window)
14. Titre français inconnu (The Leadville Kid Gang)
15. Titre français inconnu (The Sour Milk Fund)
16. Le sélecteur de cerveau (The Brain Picker)
17. Titre français inconnu (The Last Laugh)
18. La parole (The Parolee)
19. Le Fisc (The Tax Man)
20. Les gladiateurs (The Gladiators)
21. Titre français inconnu (Big Squeeze)
22. Titre français inconnu (Cold Deck)
23. Titre français inconnu (His Maiden Voyage)
24. Titre français inconnu (I Bet Your Life)
25. Titre français inconnu (Hair of the Dog)
26. Titre français inconnu (Vote the Bullet)
27. Délit de fuite (Hit and Run)
28. Prendre une chance (Taking a Chance)
29. Titre français inconnu (Last Journey)
30. Opération Fortuna (Operation Fortuna)
31. Titre français inconnu (Stacked Deck)
32. Titre français inconnu (Odyssey of Hate)
33. Dangereuse dame (Dangerous Lady)
34. Titre français inconnu (Election Bet)